# Bednarski Regiel

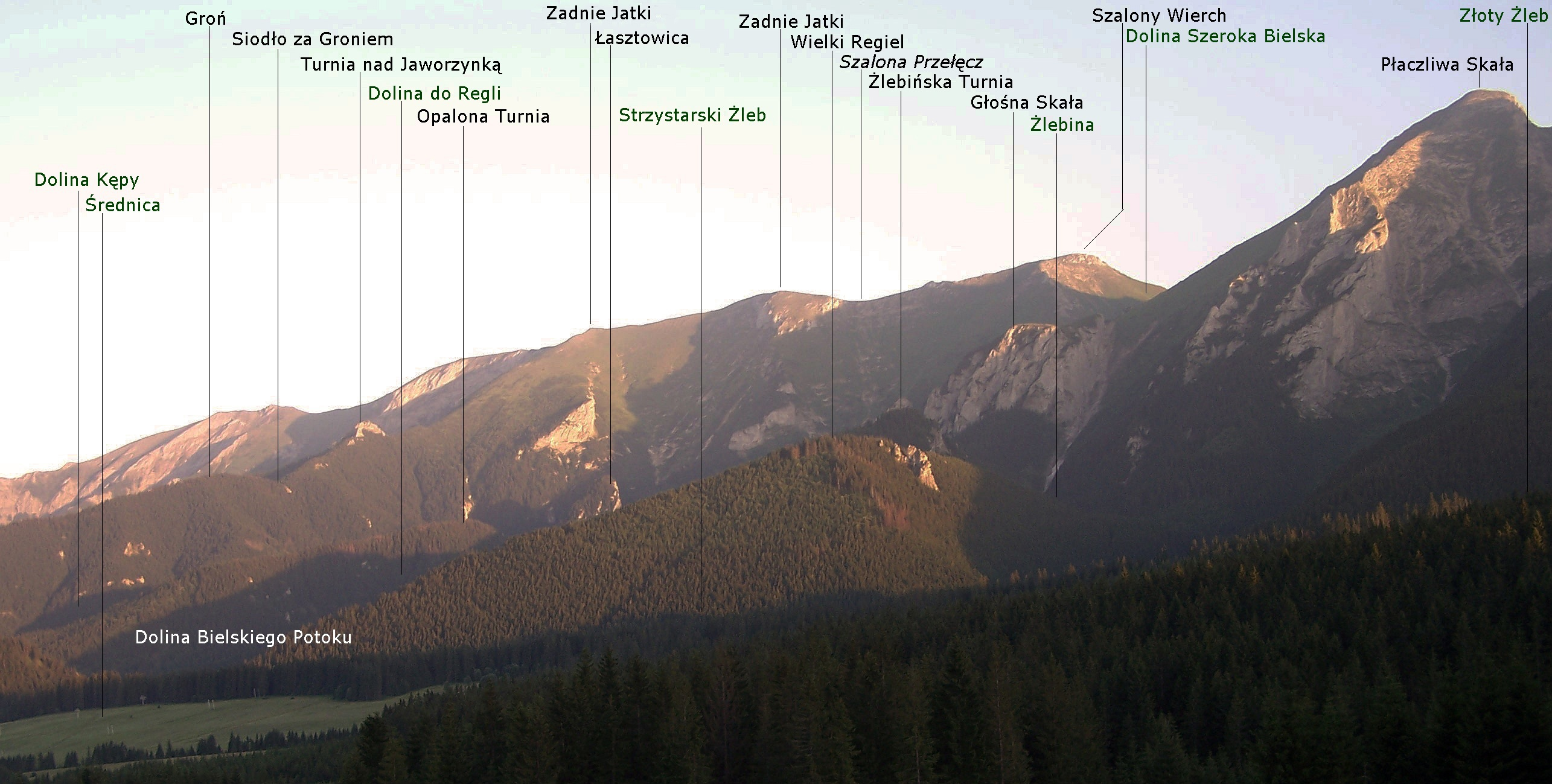
Bednarski Regiel po lewej stronie Opalonej Turni

Bednarski Regiel (słow. Bednárov závrat) – północno-wschodni, porośnięty lasem grzbiet Opalonej Turni w słowackich Tatr Bielskich. Znajduje się w zakończeniu długiej północnej grani zachodniego wierzchołka Zadnich Jatek. Grań ta oddziela Dolinę do Regli od Doliny Kępy. Kolejno od góry w dół znajdują się w niej: Kozi Klin. Szalona Szczerbina, Szalona Turnia, Przechód za Łasztowicą, Łasztowica, Opalone Siodło, Opalona Turnia i Bednarski Regiel.
W Bednarskim Reglu brak wyraźnego punktu kulminacyjnego. Wszystkie zbocza są mało strome. Wapienne skałki znajdują się tylko na wschodniej stronie zbocza w środkowej części grzbietu. Rosną na nich reliktowe sosny. Przez las prowadzą ścieżki i droga rozjeżdżona przez traktory zwożące drewno. Cały grzbiet znajduje się na obszarze ochrony ścisłej TANAP-u.